# 조이드
조이드(일본어: ゾイド, ZOIDS)는 일본의 장난감 회사인 타카라토미에서 1982년에 만든 장난감 시리즈다.

## 개요
1982년, 토미(현 타카라토미) 시절부터 미국 현지 법인인 토미 코퍼레이션이 「ZOIDS」로 출시한 것에서 시리즈가 시작된다. 원래 토미는 「자그마한 동료들」로 불리는 마이크로 센마이를 이용한 장난감 시리즈가 존재하고 이를 남아용 신상품으로 개발하는 것에서부터 스타트했다. 이것이 오베이 시장에서 호평했기 때문에 일본에서도 「메카보니카」과 제목을 바꾸어 발매된다.
대한민국에서는 장난감 회사 영실업과도 제휴를 맺고 판매하기도 했다.

## 미디어 믹스

### 애니메이션
- 기수신세기 조이드
- 조이드 신세기 슬래시 제로
- 조이드 퓨저스
- 조이드 제네시스
- 조이드 와일드
- 조이드 와일드Zero

### 게임
- 조이드 사가
- 조이드 사가2
- 조이드 사가 퓨저스
- 조이드 사가 DS
- 조이드 대쉬
- 조이드 스트러글
- 조이드 풀 메탈 크래쉬
- 조이드 택틱스
- 조이드 인피니티
- 조이드 VS